# Run for Cover
Run for Cover — студийный альбом ирландского гитариста и певца Гэри Мура, вышедший в 1985 году.

## Об альбоме
Диск содержит заново переделанную песню «Empty rooms», выпущенную в качестве сингла (23-я позиция в Великобритании), и песню «Out in the Fields», достигшей пятой позиции. В «Out in the Fields» Гэри Мур делит вокальные партии вместе с Филом Лайноттом. Это последняя известная запись, сделанная Лайноттом до его трагической смерти 4 января 1986.

## История создания
Для записи альбома Гэри помирился с поющим басистом Гленном Хьюзом, с которым поссорился ещё в 1980 году перед записью альбома G-Force. Когда Хьюз прилетел в Лондон, они вдвоем приступили к написанию песен. Хьюз объяснил, что это тот материал, за который он позже не получит никакого признания, потому что Мур «контролировал каждый аспект — от партий баса до того, какие ноты вы играете, и что вы поете». Муру очень понравился голос Хьюза, и он решил, что все вокальные партии будут поделены между ними в соотношении 50/50. В конечном итоге Гленн исполнил главную партию в четырех из десяти треков альбома: «Reach For The Sky», «Nothing To Lose», «All Messed Up». Первоначально Хьюз также исполнял главную партию в треке «Empty Rooms». Однако перед выступлением на шоу Top Of The Pops, менеджер Мура потребовал полного медицинского обследования Хьюза, которое раскрыло правду о том, что Гленн злоупотреблял наркотиками и алкоголем. Хьюзу пришлось уехать, а песня была перезаписана с вокалом Мура. Тем не менее, позднее Хьюз в интервью признался:

«Но когда я оглядываюсь назад на то, как мы с Гэри работали вместе, как он играл в моей студии и сидел у меня дома на диване, сочиняя песни, я понимаю: этот парень был невероятен!»— Гленн Хьюз, Guitar World
Еще одним давним другом, с кем Гэри восстановил отношения благодаря Run For Cover, был Фил Лайнотт, который пытался возобновить свою карьеру после распада группы Thin Lizzy. Вернувшись в Лондон в январе 1985 года после короткого концертного тура по Ирландии, Мур пригласил Фила Лайнотта присоединиться к нему в студии, чтобы записать трек, который он хотел сделать вместе. Номер назывался «Out In The Fields», и был песней, в которой затрагивается тема продолжающегося религиозного конфликта в Северной Ирландии. Несмотря на сильную героиновую зависимость, Лайнотт был настоящим трудоголиком. По воспоминаниям Мура «Фил всегда был первым парнем в студии и последним парнем, который уходил. Он начинал каждый день с „косяком“ в одной руке и стаканом виски в другой». По мнению обозревателя онлайн-издания Ultimate Classic Rock, в песне «Out In The Fields» звучит одно из самых известных и технически сложных соло Мура — эталон для исполнителей по всему миру. В то же время журнал Guitar World отмечает басовую линию, которая, как считается, представляет собой партию Лайнотта, наложенную на звук, сгенерированный синтезатором. 
На би-сайде сингла «Out In The Fields» музыканты поместили ещё одну песню Лайнотта. Фил написал трек «Military Man» для своей пост-Lizzy-группы Grand Slam, и это была его последняя классика: как «Out In The Fields» — антивоенный гимн, только более мощный и поэтичный.

## Релиз и критика
Когда в июне 1985 года сингл «Out In The Fields» вошёл в Top-5 в Великобритании, это не только изменило карьеру Мура, но и открыло двери для нового сольного контракта Лайнотта. Военная униформа, которую музыканты носили во время промоушена, была идеей Фила, и она хорошо сработала. После выхода альбома Run For Cover в сентябре 1985 года, Мур отправился в турне по Великобритании, а Лайнотт выступил в качестве гостя на концертах в Manchester Apollo и в Hammersmith Odeon, присоединившись к группе Мура в номерах «Parisienne Walkways» и «Out In The Fields».
Журнал International Musician and Recording World в своём обзоре в ноябре 1985 года написал: «Среди главных достижений альбома следует отметить тот факт, что, хотя он и полностью соответствует формату альбомов тяжелого рока, он обладает удивительно широким диапазоном экспрессии, а пассажи чрезвычайной нежности в таких треках, как „Reach For The Sky“ и „Military Man“ Фила Лайнотта, создают красочный контраст с более привычной напыщенностью и хвастовством, присущими этому жанру. Также похвально то, что Гэри осознает свою роль лидера и виртуоза в своей группе — его соло убедительны, экономичны и динамичны».
Музыкальный критик Мик Уолл называет Run For Cover вершиной сольного творчества Гэри Мура 1980-х: «В дальнейшем Мур выпустил еще несколько альбомов, в которых включил в свое звучание традиционные ирландские ритмы, чистый американский блюз, бурлескную поп-электронику и даже драм-н-бейс, но он так и не записал ни одного настоящего рок-альбома, подобного Run For Cover».

## Список композиций
Автор песен Gary Moore, кроме отмеченного
1. «Run for Cover» — 4:13
2. «Reach for the Sky» — 4:46
3. «Military Man» (Phil Lynott) — 5:40
4. «Empty Rooms» (Gary Moore, Neil Carter) — 4:17
5. «Out of My System» — 4:01
6. «Out in the Fields» — 4:17
7. «Nothing to Lose» — 4:41
8. «Once in a Lifetime» — 4:18
9. «All Messed Up» (Gary Moore, Neil Carter) — 4:52
10. «Listen to Your Heartbeat» — 4:31

## Синглы
- Military Man (1985)
- Empty Rooms (Июль 1985)
- Run For Cover (1985) (только в ЮАР)
- Listen To Your Heartbeat (1985)
- Reach For The Sky (1986) (только в ЮАР)

## Участники записи
- Gary Moore — гитара, вокал
- Gary Ferguson — ударные (в «Run for Cover», «Once in a Lifetime», «All Messed Up»)
- Glenn Hughes — бас-гитара (в «Run for Cover», «Reach for the Sky», «Out of My System», «Nothing to Lose», «All Messed Up»), вокал («Reach for the Sky» и «All Messed Up»)
- Andy Richards — клавишные (кроме «Nothing to lose» и «All messed up»)
- Neil Carter — вокал («Run for Cover», «Empty Rooms», «Nothing to Lose», «Once in a Lifetime», «Listen to Your Heartbeat»), клавишные («Out of My System», «Nothing to Lose», «Once in a Lifetime», «Listen to Your Heartbeat»)
- Charlie Morgan — ударные (в «Reach for the Sky», «Military Man», «Out in the Fields»)
- Phil Lynott — бас-гитара, вокал («Military Man», «Out in the Fields»)
- Дон Эйри — клавишные (Military Man, Out in the Fields)
- Jimbo Barton — ударные (семплы в «Empty Rooms»)
- Paul Thompson — ударные («Out of My System», «Nothing to Lose»)
- Bob Daisley — бас-гитара («Once in a Lifetime»)

Продюсеры
- Andy Johns (Run for Cover, Reach for the Sky, All Messed Up)
- Gary Moore (Military Man)
- Peter Collins (Empty Rooms, Out in the Fields)
- Beau Hill (Out of My System, Nothing to Lose)
- Mike Stone (Once in a Lifetime, Listen to Your Heartbeat)